# Chromeurytoma viridis
Chromeurytoma viridis är en stekelart som först beskrevs av Girault 1913.  Chromeurytoma viridis ingår i släktet Chromeurytoma och familjen puppglanssteklar. Inga underarter finns listade i Catalogue of Life.